# Підсоколик рудогрудий
Підсоколик рудогрудий (Falco deiroleucus) — вид хижих птахів родини соколових (Falconidae).

## Поширення
Вид має розірваний ареал від півдня Мексики до півночі Аргентини. Мешкає переважно у відкритих лісах і на узліссях, а також трапляється у саванах.

## Спосіб життя
Він полює на птахів, але також їсть великих комах і кажанів. У кладці 2–4 яйця, які висиджуються 30 днів. Вирощування молодняку займає близько 40 днів.